# Загальська Леокадія Михайлівна
Загальська Леокарія Михайлівна (народилася 18 липня 1944 року в м. Дубно, Рівненської області) — майстер художньої вишивки.
У 1974 році закінчила факультет біології Тернопільського державного педінституту. Працювала вчителем хімії та біології в СШ с. Мильча, Дубенського району, вихователем дитячого садка с. Гайки-Ситенські, Радивилівського району. З 1993 року — пенсіонер.
Леокадія Загальська — талановита вишивальниця. Любов до вишивання успадкувала від своєї мами — Ганни Миколаївни Бабич — народної вишивальниці, заслуженої працівниці культури Польщі, яка відновила давно забуте вишивання гладдю (в Україні так працює лише декілька художників). Картини вишивальниці вважають надзвичайними по манері вишивки та підборі кольорів у нитках. Її твори виставлялися як по всій Україні, так і у близькому та далекому зарубіжжі: Польщі, Білорусі, Чехії, Росії… Руки Леокадії Загальської вишили герб міста Дубна, хоругву Дубенської гімназії № 1, а виставки вишивок стали традиційними і очікуваними для шанувальників її творчості.
Управлінням культури Рівненської облдержадміністрації, управлінням культури і туризму Рівненського міськвиконкому Леокадії Загальській видано сертифікат «Найкращий майстер народного мистецтва — 2005 року», майстер художньої вишивки, учасниця обласних та всеукраїнських виставок декоративно — вжиткового мистецтва.  Леокадія Михайлівна є не лише майстринею вишивки, а й бере активну участь в громадському житті міста і району. Гурт колядників любительського об'єднання «Вишиванка», яким керує Леокадія Загальська, у 2006 році отримав подяку за участь у заключному концерті найкращих колективів колядників та щедрувальників району «Коляда дзвенить в серцях». За свій талант, професіоналізм, працьовитість та громадську діяльність Леокадія Загальська удостоєна найвищих нагород міста Дубна та району — «Кришталевого жолудя» та «Золотого колоса», нагороджена почесною грамотою за участь у форумі національних культур України та грамотою за вагомий внесок у розвиток самодіяльного аматорського мистецтва як керівник любительського об'єднання «Веселі бабусі».

### Вишивки-картини
- 1990 рік — «Зима»
- 1992 рік — «Кобзар»
- 1992 рік — «Осінній пейзаж»
- 1993 рік — «Літо»
- 1995 рік — «Троянди»
- 1995 рік — «Польові квіти»
- 1998 рік — «Архангел Михаїл», «Прапор міста Дубно», «Лелека», «Сойка»

- 1999 рік — «Хоругва гімназії № 1 міста Дубна», «Лисички»
- 2000 рік — «Робота для комітету з Національної премії ім. Т. Шевченка»
- 2001 рік — «Осінній пейзаж. Мій рідній край», «Балерина», «Вершник», «Анею хранитель».

### Персональні виставки
- 1996 р. — краєзнавчий музей в м. Рівне.
- 1998 р. — фестиваль культури м. Мронгово, Польща.
- 1998 р. — Музей етнографії, м. Львів.
- 2002 р. — м. Радивилів Рівненської області.
- 2002 р. — с. Верба, Дубенського району, Рівненської області.

- 2002 р. — с. Ситно, Радивилівський район, Рівненської області.
- 2003 р. — середня школа с. Ситно Радивилівського району.
- 2004 р. — м. Київ, фестиваль культури, творчий звіт Рівненщини.
- 2005 р. — м. Дубно історико-краєзнавчий музей.
- 2005 р. — м. Літомєжице, Чехія.

- 2006 р. — краєзнавчий музей м. Березне.
- 2006 р. — краєзнавчий музей м. Костопіль.
- 2006 р. — свято міста Дубно (серпень).
- 2006 р. — м. Дубно, фольклорне свято (вересень).
- 2006 р. — м. Соколов-Подляскі, Польща.
- 2007 р. — м. Дубно, районний будинок культури, фольклорне свято (вересень).
- 2007 р. — с. Верба, Дубенського району, Рівненської області — персональна виставка.

## Джерело
- Майстриня художньої вишивки Загальська Леокадія Михайлівна [Архівовано 29 липня 2014 у Wayback Machine.]